# 死神の精度
『死神の精度』（しにがみのせいど、Accuracy of Death）は、伊坂幸太郎による日本の小説、またそれを原作とした作品群。

## 概要
7日間の調査の後に対象者の死を見定める、クールで少しずれている死神を取り巻く6つの人生の物語。
- 2004年、第57回日本推理作家協会賞短編部門受賞[2]
- 2006年、第134回直木三十五賞候補、2006年本屋大賞第3位[3]

以下の6編から成る短編集である。
- 死神の精度（『オール讀物』2003年12月号）
- 死神と藤田（『オール讀物』2004年4月号）
- 吹雪に死神（『オール讀物』2004年8月号）
- 恋愛で死神（『オール讀物』2004年11月号）
- 旅路を死神（『別冊文藝春秋』第255号・2005年1月）
- 死神対老女（『オール讀物』2005年4月号）

2013年7月、続編となる『死神の浮力』を発表。

## 登場人物
千葉
本作の主人公である死神。
死神の「調査部」の一員として人間の世界に派遣され、調査対象である人間を一週間にわたり観察し、死を見定める。対象者を「可」（映画では「実行」）とした場合は八日目に死亡し、「見送り」とした場合は死なずに天寿を全うする事となる。「可」にするか「見送り」にするかどうかについて明確な基準はなく、裁定は死神の裁量に全て任される。殆どの調査対象は「可」となり、「見送り」になる事は極めて稀である。また、調査期間の間に対象が死亡する事はない。
自らが行っている死の身定めを仕事と割り切っており、人間の死にも全く興味がなく、「人の死に意味はなく価値もない」と考えている。
彼が仕事のために人間界へ赴くと必ず雨が降っており、青空を見た事がない。死神が素手で人間に触れると、人間は気絶し寿命も一年間縮まってしまう。
死神が人間の世界に派遣される際、外見や年齢は「情報部」が事前に導き出した、もっとも仕事をしやすいものになる。容姿が仕事のたびに変わるのに対して名前は毎回変化せず、死神個々の名前は必ず、「千葉」や「秋田」など市町村と同じ名前になっている。
ジャンルを問わずミュージックをこよなく愛しており、仕事の合間に時間が出来ればCDショップに行き、CDを貪り聴く。その偏愛ぶりは「人間の死に興味はないが、人間が死に絶えミュージックが無くなることは辛い」と言わせるほどである。これは死神に共通して言える事で、CDショップや音楽が流れる喫茶店に行けば必ずといっていいほど他の死神と出会う事が出来る。音楽を偏狂なまでに愛しているのに対し、渋滞は人間が作ったものの中で一番醜いものだと考えている。
人間の世界の価値観や言葉などをあまりよく理解しておらず、「雪男」と「雨男」を同じようなものだと思ったり、人間とは違う発言をしたりするため、人間と会話する際に微妙に会話がかみ合わないことが多々ある。
同著者の作品『魔王』にも登場している。

### 死神の精度
藤木 一恵
大手電機メーカーの本社に勤めている女性。千葉の調査対象。
苦情処理の部署に属しており、クレーマーの応対をするばかりの生活を送っている。
自分の事をわざわざ指名して苦情を言ってくるクレーマーに悩まされており、今の生活に生きる理由が見つからず、死んでしまいたいと感じている。
クレーマー
一恵の勤める電機メーカーの苦情処理係にクレームを付ける。一恵に応対されて以降、製品に難癖を付けては一恵を指名するようになる。

### 死神と藤田
藤田
中年のやくざ。千葉の調査対象。
兄貴分を栗木に殺されたため、仇討ちとして栗木を殺そうとしている。
阿久津曰く「弱きを助け、強きを挫く」やくざであり、千葉は初めて出会った時「ずっしりと重い尖った鏃」のように感じた。死ぬ事よりも負ける事に対して恐怖を抱いている。
阿久津
藤田と同じ組に所属する若いやくざ。任侠を重んじる藤田を他の人間とは違うと感じており、尊敬している。
栗木
藤田とは別の組に所属するやくざ。組を統率する立場に就いており、過去に殺人を犯し刑務所に服役していたことがある。

### 吹雪に死神
田村 幹夫
洋館の宿泊客。東京で開業医をしている男性。旅行会社の抽選に当選した事で洋館へとやって来た。
田村 聡江
洋館の宿泊客。田村幹夫の妻。千葉の調査対象。過去に息子が失恋を苦に自殺している。
権藤
洋館の宿泊客。初老の男性。警察に勤めて刑事をしていたが定年を迎え退職した。
英一
洋館の宿泊客。権藤の息子。肥満体型で銀縁の眼鏡をかけている。
真由子
洋館の宿泊客。東京で女優の卵のような事をしているらしい。
〈童顔の料理人〉
洋館の雇われ料理人。一ヶ月前まで都内のホテルで料理長を務めていた。
秋田
千葉の同僚で死神
洋館の宿泊客。真由子の恋人。他の客より一足遅れて洋館へやって来た。

### 恋愛で死神
荻原
ブティックに勤める二十三歳の男性。千葉の調査対象。
髪型は丸坊主で、整った顔の持ち主であるが、女性に外見だけを気に入られるのが嫌で、不恰好な分厚いレンズの眼鏡をかけている。店のバーゲンに訪れた古川朝美に一目惚れし、好意を寄せている。
古川 朝美
映画配給会社に勤める二十一歳の女性。
荻原の住んでいるマンションの丁度向かいに位置するマンションに住んでいる。ストーカーに悩まされており、ストーカーの正体は荻原なのではないかと疑っていた。

### 旅路を死神
森岡 耕介
殺人を犯し逃亡している若者。千葉の調査対象。
渋谷で若者を刺し殺したために警察に追われており、逮捕される前に用事を果たすために千葉の車に無理矢理乗り込み、千葉と共に十和田湖の奥入瀬を目指す事になる。
過去に誘拐された事があり、その際に車のトランクに長時間閉じ込められ、監禁されていた間はベッドで寝かされていたためにトランクやベッドがトラウマとなっている。監視役であった深津が勇気付けてくれた事で救われた事を感謝している。
深津
森岡が誘拐された際に森岡を監視していた男。足が悪く松葉杖を突いており、森岡を救った恩人。

### 死神対老女
老女
太平洋に面した高台で美容院を経営する七十代の老女。千葉の調査対象。
鋭い勘の持ち主で、出会ってすぐに千葉が人間でない事を言い当てた。
死神の調査によって死ぬ人間が彼女の周囲には非常に多く、千葉が不自然に感じるほど偏っている。千葉に対し「一生のお願い」と言ってある事を依頼する。

### 死神の浮力
山野辺　遼　（やまのべ　りょう）
小説家。かつては執筆の傍らテレビ出演もこなした人気作家だったが、3年前から新作を執筆していない。去年の夏、一人娘である菜摘を殺人事件で失った。その加害者である崇に復讐を企てる。
山野辺　美樹　（やまのべ　みき）
遼の妻。夫の崇に対する復讐に協力する。
山野辺　菜摘　（やまのべ　なつみ）
遼の一人娘。学校の帰り道で行方不明になり、翌日町外れの川で変死体となって発見される。
本城　崇　（ほんじょう　たかし）
近所に住んでいる無職の青年。菜摘の殺害容疑で逮捕されたが、証拠不十分で無罪となり釈放された。

## ラジオドラマ
NHK-FMの『青春アドベンチャー』にてラジオドラマ化。初回放送は2006年10月30日 - 11月3日。全5回。「死神の精度」「死神と藤田」「吹雪に死神」「恋愛で死神」「死神対老女」をドラマ化。

### キャスト
- 死神・千葉：小原雅人
- 藤田、権藤：真夏竜
- 藤木一恵：坂野友香
- 阿久津、英一：阪本浩之
- 荻原：手塚祐介
- 吉川朝美：浜丘麻矢
- 田村総江：井口恭子
- プロデューサーの男 ほか：岩崎ひろし
- 死神の上司、原田：中村彰男
- 秋田：瀬戸口郁
- 老女：佐々木すみ江

### 制作
- 原作：伊坂幸太郎
- 脚色：浜田秀哉
- 選曲：伊藤守恵
- 演出：川野秀昭
- 技術：大塚豊
- 音響効果：三谷直樹

## 映画
『Sweet Rain 死神の精度』（スウィート・レイン しにがみのせいど）のタイトルで、2008年3月22日に丸の内ピカデリー3他にて公開された。
「死神の精度」「死神と藤田」「死神対老女」の3編を取り上げ映画用に構成した内容となっている。金城武は『リターナー』以来6年ぶりの日本映画出演となる。本作の映画化は映画化を断り続けてきた伊坂が、スタッフ側から金城が主演である条件を呈示された事で了承し実現した。

### キャスト
- 千葉（死神）：金城武
- 藤木一恵：小西真奈美[11]
- 藤田敏之：光石研
- 栗木：田中哲司
- 阿久津伸二：石田卓也
- 青山（死神）：村上淳
- ミチコ：小野花梨
- ミチコの母：唯野未歩子
- 竹子：奥田恵梨華
- 大町健太郎：吹越満
- 老女：富司純子
- 嶋田久作
- 菅田俊
- 川岡大次郎
- 森下能幸
- 眞島秀和
- 山中崇
- みれいゆ
- 黒い犬：ディア

### スタッフ
- 監督：筧昌也
- 脚本：筧昌也、小林弘利
- エグゼグティブプロデューサー：奥田誠治、阿部秀司
- プロデューサー：堀部徹、神蔵克、倉田貴也、石田和義、小島伸也
- 撮影：柴主高秀
- 美術：清水剛
- 照明：蒔苗友一郎
- 録音：藤本賢一
- 編集：伊藤伸行
- 音楽：ゲイリー芦屋
- VFXプロデューサー：石井教雄
- 音響効果：岡瀬晶彦
- 製作：日本テレビ放送網、ROBOT、ワーナー・ブラザース映画、バップ、読売テレビ、三井物産、ソニー・ミュージックエンタテインメント
- 制作プロダクション：ROBOT
- 配給：ワーナー・ブラザース映画

### 主題歌
- 藤木一恵（小西真奈美）「Sunny Day」 - 小西真奈美が劇中の役名で歌手デビューした[12][13]。

### ソフト化
2008年8月27日発売。発売・販売元はバップ。
- Sweet Rain 死神の精度 スタンダード・エディション（DVD1枚組）
  - 映像特典
    - 劇場予告編

  - 音声特典
    - オーディオコメンタリー（監督：筧昌也）
- Sweet Rain 死神の精度 コレクターズ・エディション（DVD2枚組）
  - ディスク1：本編DVD
    - 映像・音声特典（スタンダード・エディションと同様）
    - 筧昌也監督によるこだわりチャプター機能を搭載

  - ディスク2：特典DVD
    - メイキング“Hard Rain”
    - キャストインタビュー
    - 未公開シーン集
    - 初日舞台挨拶
    - TVスポット集

  - 封入特典
    - 筧昌也監督による絵コンテ台本
    - カードセット（5枚組）
    - 劇中登場アイテムレプリカ
      - 死神カード
      - 不審者注意!貼紙
      - ロボット竹子の取扱説明書

  - 特製アウターケース&デジパック仕様

## 舞台

### 7Days Judgement -死神の精度-（セブンデイズジャッジメント しにがみのせいど）
2009年8月21日 - 8月31日にシアタートラムにて『死神と藤田』を取り上げた構成で上演された。
2018年8月30日から9月9日に東京・池袋のあうるすぽっとで再演。

#### キャスト（2009年）
- 千葉（死神）：香川照之
- 藤田敏之：ラサール石井
- 阿久津伸二：中川晃教
- 青山（死神）：鈴木省吾

#### スタッフ（2009年）
- 脚本・演出：和田憲明
- 美術：長田佳代子
- 照明：佐藤公穂
- 音響：遠藤宏志
- 衣裳：牧野純子
- 演出助手：田中麻衣子
- 舞台監督：安田武司
- 制作：馬場順子
- 制作助手：大迫久美子
- 宣伝美術：タカハシデザイン室
- 宣伝写真：二石友希
- 宣伝衣裳：牧野純子
- 宣伝ヘアメイク：荻野明美
- プロデューサー：石井久美子
- 企画製作：石井光三オフィス

#### キャスト（2018年）
- 千葉（死神）：萩原聖人
- 藤田敏之：ラサール石井
- 阿久津伸二：植田圭輔
- 青山（死神）：細見大輔

#### スタッフ（2018年）
- 脚本・演出：和田憲明

### Live,Love,Drive. 死神の精度(リヴ・ラヴ・ドライブ　しにがみのせいど)
2009年11月18日-11月29日に紀伊国屋サザンシアターにて上演された。脚本は竹重洋平、演出は松村武。
俳優・作家のマネージメントや演劇制作を行う「ミーアンドハーコーポレーション」と演劇集団キャラメルボックスを運営する「ネビュラプロジェクト」が共同製作をする「MINERVA」(ミネルバ)の第一弾として制作された。
本作は『死神対老女』(Live)、『恋愛で死神』(Love)、『旅路を死神』(Drive)の三編を中心に構成されている。

#### キャスト
- 千葉：羽場裕一
- 萩原/他：岡田達也(演劇集団キャラメルボックス所属)
- 森岡/他：畑中智行(演劇集団キャラメルボックス所属)
- ラーメン屋店主/他：中村哲人（現：哲人）
- 千葉の同僚/他：実川貴美子(演劇集団キャラメルボックス所属)
- 竹子/他：岡野真那美
- 駐車場の青年/他：福本伸一(ラッパ屋所属)
- 古川朝美/老女：芳本美代子